# Андреюс Жидковас
Андре́юс Жи́дковас (лит. Andrejus Zidkovas; народився 25 травня 1991, Електренай, Литва) — литовський хокеїст, нападник. Наразі виступає за «Енергія» (Електренай). 

## Кар'єра
У складі національної збірної Литви учасник молодіжних команд країни (U18 та U20) на юніорських чемпіонатах світу, та почав виступати за головну команду країни з 2009 року, на чемпіонатах світу — 2010 (дивізіон I).
Виступав за «Енергія» (Електренай).